# Astrocystis rudis
Astrocystis rudis är en svampart som beskrevs av G.J.D. Sm. & K.D. Hyde 2001. Astrocystis rudis ingår i släktet Astrocystis och familjen kolkärnsvampar.   Inga underarter finns listade i Catalogue of Life.